# Bertil Wivhammar
Bertil Eugen Wivhammar, född 1 maj 1931 Osby, död 9 februari 2015 i Hammarö, var en svensk art director, målare, tecknare, författare, illusionist och lärare. 
Han var son till banvakten Olof Nilsson och Karin Nordgren och från 1958 gift med Astrid Doris Birgitta Karlsson. Wivhammar studerade vid Slöjdföreningens skolas kvällskurser i Göteborg, Konstfackskolan i Stockholm 1950–1953, Folkskoleseminariet i Karlstad 1960 samt vid Teckningslärarinstitutet i Stockholm 1972–1974. Efter studierna arbetade han som folkskollärare, teckningslärare, tillsynslärare och studierektor i Laxå, Askersund, Karlskoga och Karlstad. Mellan 1976 och 1996 arbetade han som lektor i ämnet Bild och Form vid Högskolan i Karlstad där han även var prefekt vid institutionen för bild, idrott och musik. Vid sidan av konstnärskapet och lärararbetet har han medverkat som konstrecensent i Örebro-Kuriren, Karlskoga Tidning, Värmlands Folkblad och Nya Wermlands Tidningen; dessutom uppträdde han som illusionist och var medlem i SMC och uppträdde under artistnamnet Max Delli.
Som konstnär debuterade han i en separatutställning på Corre Entes i Djursholm 1953; han har därefter ställt ut på bland annat Bergfästet i Laxå 1966, Sommargalleriet i Lysekil 1998, Konstnärshuset i Kungsbacka 1999, Bibliotekshuset i Karlstad 2000 och Galleri Almar i Karlstad 2008. Tillsammans med Lasse Hallberg ställde han ut Djursholm 1961.
Som författare har han utgivit några läroböcker i teckningsteknik samt orts- och landskapsböcker med egna illustrationer samt utfört illustrationer till Benkt Gerremos. Hans konst består huvudsakligen av landskapsmotiv samt stilleben och figurbilder utförda i olja samt teckningar och grafik.   